# Callicoma serratifolia
Genre
Espèce
Statut de conservation UICN

 LC  : Préoccupation mineure
Callicoma serratifolia est une espèce de plantes à fleurs de la famille des Cunoniaceae communément appelé black wattle. C'est un grand arbuste ou un petit arbre  dont l'aire d'origine s'étend du sud-est du Queensland à l'est de la Nouvelle-Galles du Sud en Australie. 
C'est le seule espèce du genre Callicoma.

## Dénomination
Callicoma serratifolia  est communément appelé black wattle. L'une des explications de ce nom est la similitude des fleurs avec celles de l'Acacia australien, qui sont communément appelées « wattles ». Une autre explication est son utilisation dans les huttes des premiers colons. L'espèce a un certain nombre d'autres noms communs, notamment callicoma, butterwood, silver leaf, silver-leaf butterwood et wild quince.

## Description

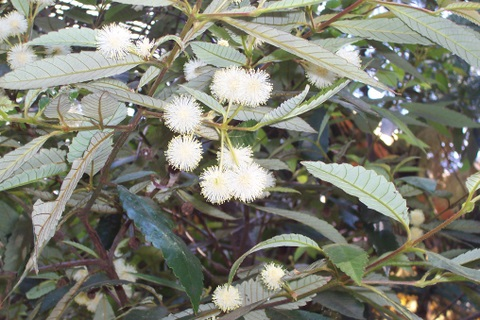
Fleurs et feuilles à Elvina Bay en Nouvelle-Galles du Sud.

Callicoma serratifolia peut atteindre jusqu'à 20 mètres de haut, mais en culture, il est plus probable qu'elle atteigne une hauteur de 6 à 10 mètres et une largeur de 3 mètres. Les feuilles sont lancéolées ou elliptiques et mesurent jusqu'à 12 cm de long et 5 cm de large, avec des bords grossièrement dentelés. La face supérieure des feuilles est vert foncé, tandis que la face inférieure est blanche en raison de la présence de poils blancs fins. Les fleurs globulaires jaune pâle apparaissent à la fin du printemps et au début de l'été (de novembre à décembre en Australie). Ils mesurent en moyenne 1,5 cm de diamètre et ont des pétioles de 1 à 2 cm de long.

## Taxonomie
La première description publiée de l'espèce en 1809 est attribuée à Henry Cranke Andrews.

## Habitat et répartition
Ce taxon est présent dans le pays suivant : Australie.
Callicoma serratifolia se rencontre à l'intérieur et en bordure de la forêt tropicale dans les zones proches du littoral de la Nouvelle-Galles du Sud et du sud-est du Queensland, principalement le long des lignes de drainage ou à proximité des criques.

## Systématique
Le nom correct complet (avec auteur) de ce taxon est Callicoma serratifolia Andrews.
Callicoma serratifolia a pour synonymes :
- Callicoma ferruginea D.Don
- Callicoma serratifolia f. ferruginea (D.Don) Pamp.
- Callicoma serratifolium var. ferruginea (D.Don) Pamp.
- Calycomis serrata R.Br.
- Calycomis serrata R.Br. ex T.Nees & Sinning
- Codia serratifolia Ser.
- Codia serratifolia Ser. ex DC.
- Hermesia banksiifolia Spreng.